# Zughaken

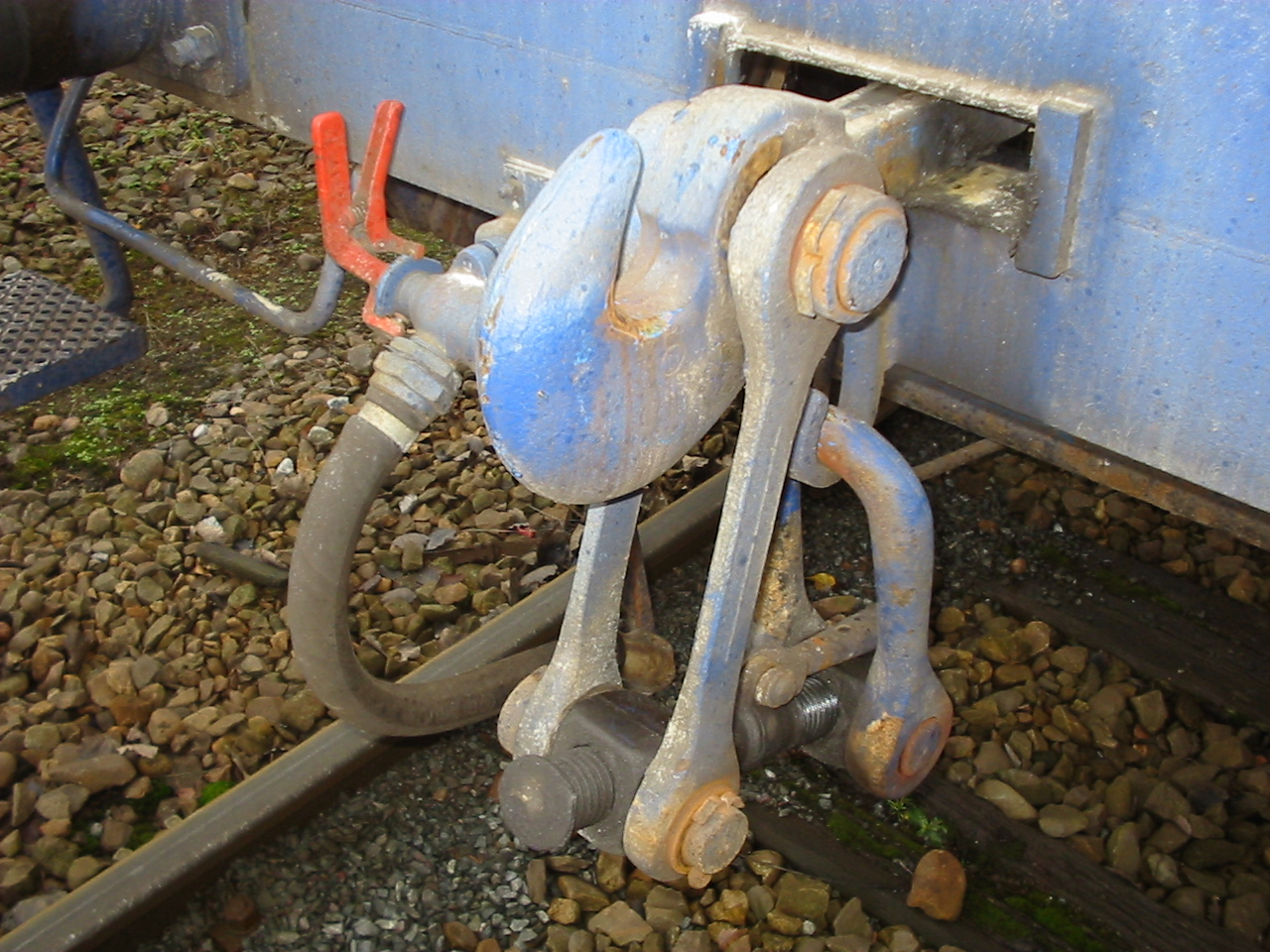
Zughaken mit Schraubenkupplung

Zughaken sind Teil des handbetätigten mechanischen Schraubenkupplungssystems am Ende der Zugeinrichtung, das in Verbindung mit der Schraubenkupplung die vom Triebfahrzeug ausgeübten Zugkräfte auf den gezogenen Fahrzeugverband überträgt. Um die Austauschbarkeit sicherzustellen, sind im Geltungsbereich der UIC die Hauptabmessungen und Festigkeitsbedingungen der Zughaken international genormt.
Die Hauptabmessungen sind im UIC-Merkblatt 520 festgelegt, wobei zwei Bauformen von Zughaken genormt sind, die sich hinsichtlich der Befestigung des Zughakens an der Zugeinrichtung unterscheiden: Ersterer wird mit einem vertikalen Bolzen von 80 mm Durchmesser befestigt, letzterer mit einer speziellen Schalenmuffe. Der Zughaken mit Bund wurde bevorzugt bei Wagen mit durchgehender Zugeinrichtung verwendet. Die Austauschbarkeit der Zughaken ist durch ein eingekreistes U auf dem Zughaken gekennzeichnet.
Zughaken werden nach ihrer Mindestbruchkraft in drei Kategorien eingestuft: 1,0 MN, 1,2 MN und 1,5 MN. Damit liegt die Mindestbruchkraft des Zughakens höher als die maximale Bruchkraft der zugehörigen Schraubenkupplung.
Zughaken sind geschmiedet oder gesenkgeschmiedet.